# Прапор Аргуна
Прапор міста Аргун Чеченської Республіки Російської Федерації — розпізнавально-правовий знак, що є офіційним символом муніципального утворення.
Прапор затверджено 21 квітня 2011 року та внесено до Державного геральдичного регістра Російської Федерації з присвоєнням реєстраційного номера 7146.

## Опис
«Прапор міста є полотнище з відношенням ширини до довжини 2:3, що складається з трьох рівновеликих горизонтальних смуг: білої, зеленої та білої. У центрі прапора — емблема з герба міста Аргун (млинове колесо, маточина якого проросла двома ліліями), має діаметр 5/6 ширини прапора і виконана жовтим кольором.
Зворотний бік прапора є дзеркальним відображенням його лицьового боку».

## Історія

Перший прапор Аргуна

Перший прапор муніципального утворення міста Аргун було затверджено 30 червня 2010 рішенням Ради депутатів муніципальної освіти міста Аргун № 51, опис прапора містив такі положення:
«Триколорне полотнище зелено-біло-червоного кольору, всі три смуги рівного розміру по ширині, довжина прапора із співвідношенням 2×3».